# 謝斯·賀治
謝斯·賀治（丹麥語：Jes Høgh，1966年5月7日—）是一名已退役的丹麥後防球員。他是丹麥國家隊九十年代後期的主力成員，曾代表國家隊參與1996年及2000年兩屆歐洲國家盃、1998年世界盃，也是1995年法赫德國王盃足球賽的冠軍隊成員。

## 國家隊生涯
賀治於1991年4月9日對保加利亞的友賽首度為國家隊上陣。

## 榮譽
邦比
- 丹麥盃冠軍: 1994

阿爾堡
- 丹麥超級聯賽冠軍: 1994-1995

費倫巴治
- 土耳其超級聯賽冠軍: 1995-1996

車路士
- 英格蘭足總盃冠軍: 1999-2000

丹麥國家隊
- 1995年法赫德國王盃足球賽冠軍

個人
- 邦比最佳球員: 1993 [2]